# Euphonia anneae
Euphonia anneae е вид птица от семейство Чинкови (Fringillidae).

## Разпространение
Видът е разпространен в Колумбия, Коста Рика и Панама.